# Jul (historietista)
Julien Berjeaut, conocido con el seudónimo de Jul, nació el 11 de abril de 1974 en Maisons-Alfort (departamento de Valle del Marne, Francia), y es un humorista gráfico francés así como autor de historietas.

## Biografía
A los 10 años de edad ya hacía interesantes dibujos de actualidad. A los 12 años, obtiene el tercer premio del concurso de juventud en el festival de Angoulême.
Alumno de la École normale supérieure de Fontenay-Saint-Cloud, agrégé d'histoire, se desempeña por algún tiempo como profesor de historia china hasta que logra poder vivir del dibujo y se dedica a ello a tiempo completo.
Publica sus primeros dibujos de prensa en La Nouvelle République des Pyrénées. En 2001, le es adjudicada una beca de la Fondation de France, para realizar un proyecto que une los dibujos de prensa con la sinología.
Colaboró también con Le Point y con la revista Lire, así como con el periódico L'Humanité; asimismo, en la revista Philosophie Magazine publicó con regularidad dos páginas mensuales de historietas. Además, también trabajo para las revistas L'Écho des savanes, Fluide glacial, y por supuesto Charlie Hebdo, así como con Le Nouvel Observateur y con la revista Marianne, etc. Igualmente y en diferente medida se involucró profesionalmente con varios cotidianos, entre ellos Les Échos, La Dépêche du Midi, Libération, Le Monde, … 
Reconocido por sus dibujos de prensa, se reveló al mundo de los cómics en 2005 con Il faut tuer José Bové, donde se burla de las fallas del altermondialistes con lo que tendrá un gran éxito crítico. y público. Desde entonces ha publicado cómics en paralelo con su producción en la prensa. 
Su serie de tiras cómicas Silex and the City, publicada en Dargaud, ha sido adaptada como serie de animación y difundida después de septiembre de 2012 en el horario de las  20:45 hs. en la cadena Arte. Con 1,3 millones de espectadores, obtuvo la mayor audiencia de una serie de animación en 2013, superando a la de todas las cadenas combinadas (Rapport Annuel CNC, 2013).
En television, ha participado como ilustrador en los programas On ne peut pas plaire à tout le monde (France 3), Le Grand Journal (Canal+), además de en Vous trouvez ça normal ?! (France 2), así como en el programa literario La Grande Librairie en France 5 de septiembre 2008 a junio de 2012. Una selección de 400 dibujos realizados a lo largo de ese programa literario fue publicada en 2013 en  Delcourt. Es uno de los dibujantes que participa en la magazine de actualidad 28 minutes en Arte.  
En septiembre de 2012, le fue otorgado el grado de Caballero en la Orden de las Artes y las Letras.

## Premios
- 2007 : Premio René Goscinny por la obra Le Guide du moutard pour survivre à neuf mois de grossesse.[9][10]

- 2012 : Distinción honorífica / Chevalier (Caballero) de la Ordre des Arts et des Lettres[8]

### Historietas
- Jul, Il faut tuer José Bové, editor Albin Michel, colección « Vent des savanes », 2005, ISBN 2-226-15539-2.[11]

- Jul, La Croisade s’amuse, editor Albin Michel, colección « Vent des savanes », 2006, ISBN 2-226-17133-9.

- Jul, Le Guide du moutard : Pour survivre à 9 mois de grossesse, editor Albin Michel, colección « Vent des savanes », 2007, ISBN 978-2-7234-6214-3.[12]

- Jul, Silex and the City, editor Dargaud :

1. Avant notre ère, 2009, ISBN 978-2-205-06138-3.
2. Réduction du temps de trouvaille, 2010, ISBN 978-2-205-06451-3.
3. Le Néolithique, c'est pas automatique, 2012, ISBN 978-2-205-06816-0.
4. Autorisation de découverte, 2013, ISBN 978-2-205-07130-6.
5. Vigiprimate, 2014.

- Jul, À bout de soufre : Chroniques et nouvelles vagues, editor Dargaud, 2010, ISBN 978-2-205-06505-3.

- Jul, Charles Pépin, La Planète des Sages: Encyclopédie Mondiale des philosophes et des philosophies, editor Dargaud, 2011, ISBN 978-2205-06852-8.

- Jul, Charles Pépin, Platon La Gaffe. Survivre au travail avec les philosophies, editor Dargaud, 2013, ISBN 978-2205-07254-9.

Participación en obras colectivas :
- Rire contre le racisme, la BD, editores Jungle / Casterman, 2006.

- Mozart qu'on assassine, editor Albin Michel, 2006.

- Bébés congelés – Chiens écrasés, editor Albin Michel, 2007.

- C'est la faute à la société, editor 12 bis, 2008.

- Bye Bye Bush, editor Dargaud, 2009.[13]

### Dibujos de prensa (dibujos de actualidad, humor gráfico)
- 2006 : Da Vinci Digicode, editor Danger public, colección « Les NRV », ISBN 2-35123-105-8.
- 2007 : Participación en la obra colectiva Bonne fête Nicolas !
- 2008 : Conte de fées à l'Élysée, editor Albin Michel, colección « Vent des savanes », ISBN 978-2-35626-080-2.
- 2008 : Recopilación de dibujos : Liberté – Égalité – Fraternité - Les Brèves de Charlie Hebdo, editor Les Échappés.
- 2011 : La Terre vue du fiel, editor Dargaud, ISBN 978-2-205-06827-6.
- 2012 : Le président de vos rêves, Dargaud.

### Libros para niños
- 2004 : Jul (ilustraciones), Debout les terriens ! :  Protégeons la planète, texto de Gwenaëlle Aznar, editor Albin Michel Jeunesse, colección « Les petits débrouillards », ISBN 2-226-14072-7.[14]

- 2008 : Jul, L'Herbier impitoyable, editor Les Échappés, colección « Charlie Hebdo Junior », ISBN 978-2-35766-007-6.[15]

- 2014 : Jul, Mon père ce héron, editor Rue de Sèvres.[16]

### Otros casos de ilustraciones
- 2008 : Jul, La cuisine d'Amélie : 80 recettes de derrière les fagots, texto de Juliette Nothomb, editor Albin Michel, ISBN 978-2-226-18734-5.
- 2009 : Jul, Le grand bestiaire des entreprises : 70 stratégies passées au crible, texto de Philippe Escande, editores Les Échos / Eyrolles, ISBN 978-2-212-54488-6.
- 2013 : La Grande librairie  : les 400 meilleurs dessins, prefacio de François Busnel, editor Delcourt, ISBN 978-2-7560-3807-0.

### Ensayos
Bajo el nombre de « Julien Berjeaut »
- 1999 : Chinois à Calcutta : Les tigres du Bengale, editorial L'Harmattan, colección « Recherches asiatiques », ISBN 2-7384-7501-9.[17]

### Series de televisión
- 2012 : Silex and the City, 40 episodios difundidos por el canal franco-alemán Arte (1ª temporada)
- 2013 : Silex and the City, 40 episodios difundidos por el canal franco-alemán Arte (2ª temporada)
- 2014 : Silex and the City, 40 episodios difundidos por el canal franco-alemán Arte (3ª temporada)